# 粗纹樱蛤
是帘蛤目樱蛤科皱纹樱蛤属的一种。主要分布于印度尼西亚、马来西亚、中国大陆、台湾，常栖息在潮间带沙滩、泥滩。